# Benito de Sala y de Caramany
Benito de Sala y de Caramany (né le 16 avril 1646 à Gérone, en Espagne et mort le 2 juillet 1715 à Rome) est un cardinal catalan du XVIIIe siècle. Il est membre de l'ordre des bénédictins cassinaises.

## Biographie
De Sala est abbé du monastère de Montserrat en 1682-1684. abbé de "San Pedro de la Portella" et "San Pablo del Campo" en  1684 et abbé de "Santa Maria de Gerri" en 1688 (?). Il est nommé évêque de Barcelone en 1698. D'abord il reconnaît Philip V en 1700 comme roi d'Espagne, mais il change très vite et devient supporteur de l'archiduc  Charles d'Autriche. En août 1706 il est arrêté par les Français et il est envoyé à Bayonne et à Bordeaux et enfin à Avignon. De Sala est libéré en 1712, retourne à Barcelone, mais va en exil à Rome en 1713. Il refuse encore l'offre d'être promu comme archevêque de Tarragone.
Le pape Clément XI le crée cardinal in pectore lors du consistoire du 18 mai 1712. Sa création est publiée le 30 janvier 1713.

## Source
- Fiche du cardinal sur le site fiu.edu